# Elena Karađorđević
Elena Karađorđević Јелена Карађорђевић (Cettigne, 4 novembre 1884 – Nizza, 16 ottobre 1962) è stata una principessa serba, divenuta granduchessa russa dopo le nozze.
Figlia del re Pietro I di Serbia e della principessa Zorka del Montenegro, era quindi sorella del principe Giorgio Karađorđević e di Alessandro I di Jugoslavia e nipote delle granduchesse Stana e Milica e della regina d'Italia Elena e quindi cugina dell'ultimo re d'Italia Umberto II.
Elena, ragazza intelligente e disponibile, orfana di madre già in tenera età, fu educata dalle zie Stana e Milica ed istruita in Russia all'Istituto Smol'nyj, una scuola di San Pietroburgo per le giovani nobili. "Aveva un viso molto dolce, con begli occhi scuri, era molto tranquilla e di maniere aggraziate" scrisse Margaretta Anna Eagar, governante delle figlie di Nicola II, aggiungendo che Elena, ospite spesso all'ora del tè con un'altra sua zia, la principessa Vera del Montenegro, ed altri cugini, era molto affezionata alla granduchessa Olga

## Fidanzamento e matrimonio

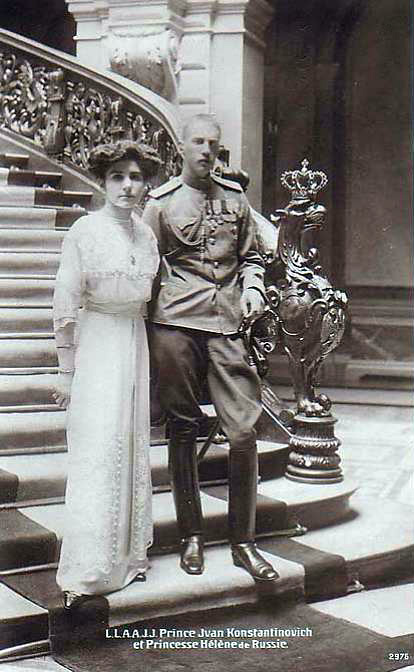
I granduchi Elena e Ioann

Una quarta zia, Elena di Montenegro, regina d'Italia, la invitò per una visita presso la sua corte e le fece conoscere il principe Ivan Konstantinovič di Russia, che le propose di sposarlo, suscitando grande sorpresa in famiglia: il delicato ed introverso Ivan aveva pensato di diventare un monaco. "Forse sai che Ioanchik è fidanzato ad Elena di Serbia, è così toccante", scrisse la sua lontana cugina, la quindicenne granduchessa Tatiana a sua zia la granduchessa Olga, il 14 luglio 1911. La coppia si sposò il 21 agosto 1912 a San Pietroburgo.
Dopo il matrimonio Elena studiò medicina all'università di San Pietroburgo.

## Rivoluzione
Elena seguì volontariamente il marito quando questi fu arrestato durante la Rivoluzione Russa e tentò di ottenere il suo rilascio. Ioann fu incarcerato in un primo momento a Ekaterinburg e poi trasportato ad Alapaevsk, una città nell'Oblast' di Sverdlovsk dai bolscevichi: lì fu assassinato il 18 luglio 1918 con la granduchessa Elizaveta Fëdorovna, il granduca Sergej Michailovič Romanov, i suoi fratelli Konstantin Konstantinovič ed Igor Konstantinovič, il suo lontano cugino il principe Vladimir Pavlovič Palej, il segretario del granduca Sergej, Fëdor Remez, e Varvara Jakovleva, una monaca del convento della granduchessa Elisabetta. Furono trasportati nella foresta dai bolscevichi locali e gettati in una miniera abbandonata, fatta poi crollare tramite granate.

## Prigionia
Ioann aveva persuaso Elena a lasciare Alapaevsk per tornare dai loro due bambini, lasciati in custodia alla madre di Ioann, la granduchessa Elizaveta Mavrikievna di Russia. Elena fu però arrestata a Ekaterinburg e incarcerata a Perm' nel 1918. Durante il suo imprigionamento, i bolscevichi le portarono una ragazza che diceva di essere Anastasia, la figlia dello zar, perché la riconoscesse, ma la granduchessa Elena ritenne non fosse chi diceva di essere.

## Esilio
I diplomatici svedesi ottennero il permesso per la suocera di Elena, la granduchessa Elizaveta Mavrikievna, di lasciare la Russia con i nipotini e i due figli minori, il principe George Konstantinovič e la principessa Vera Konstantinovna, nel mese di ottobre del 1918 a bordo della nave svedese Angermanland. Elena rimase incarcerata a Perm' fino a quando i diplomatici norvegesi non la ritrovarono e riuscirono a farla trasferire nel palazzo del Cremlino, dove rimase prigioniera finché non le fu permesso di andare dai suoi figli in Svezia.
Elena infine si trasferì a Nizza, dove visse, senza più sposarsi, per il resto della sua vita.

## Discendenza
Dal matrimonio con Ioann nacquero due figli:
- principe Vsevolod Ivanovič di Russia (20 gennaio 1914 - 18 giugno 1973);
- principessa Ekaterina Ivanovna di Russia (12 luglio 1915 - 14 luglio 2007).

I tre figli ed i sette nipoti della principessa Ekaterina, sposata e poi separata dal marchese Farace di Villaforesta, sono gli unici discendenti del granduca Konstantin Konstantinovich di Russia e di sua moglie, la granduchessa Elizaveta Mavrikievna.

## Ascendenza
|                                             |                                |                        | Genitori             |  |  | Nonni |  |  | Bisnonni           |  |  | Trisnonni       |  |
|                                             |                                |                        |                      |  |  |       |  |  | Karađorđe Petrović |  |  | Petar Jovanović |  |
|                                             |                                |                        |                      |  |  |       |  |  | Karađorđe Petrović |  |  | Petar Jovanović |  |
|                                             |                                | Marica Živković        |                      |  |  |       |  |  | Karađorđe Petrović |  |  |                 |  |
| Aleksandar Karađorđević, principe di Serbia |                                |                        |                      |  |  |       |  |  | Karađorđe Petrović |  |  |                 |  |
|                                             |                                | Jelena Jovanović       | Nikola Jovanović     |  |  |       |  |  |                    |  |  |                 |  |
|                                             |                                | Jelena Jovanović       | Nikola Jovanović     |  |  |       |  |  |                    |  |  |                 |  |
|                                             |                                | Jelena Jovanović       | Bosiljka             |  |  |       |  |  |                    |  |  |                 |  |
| Pietro I di Serbia                          |                                | Jelena Jovanović       |                      |  |  |       |  |  |                    |  |  |                 |  |
|                                             |                                | Jevrem Nenadovič       | Jakov Nenadović      |  |  |       |  |  |                    |  |  |                 |  |
|                                             |                                | Jevrem Nenadovič       | Jakov Nenadović      |  |  |       |  |  |                    |  |  |                 |  |
|                                             |                                | Jevrem Nenadovič       | Nerandža             |  |  |       |  |  |                    |  |  |                 |  |
| Persida Nenadović                           |                                | Jevrem Nenadovič       |                      |  |  |       |  |  |                    |  |  |                 |  |
|                                             |                                | Jovanka Milovanović    | Mladen Milovanović   |  |  |       |  |  |                    |  |  |                 |  |
|                                             |                                | Jovanka Milovanović    | Mladen Milovanović   |  |  |       |  |  |                    |  |  |                 |  |
|                                             |                                | Jovanka Milovanović    | Bosiljka             |  |  |       |  |  |                    |  |  |                 |  |
| Elena Karađorđević                          |                                | Jovanka Milovanović    |                      |  |  |       |  |  |                    |  |  |                 |  |
|                                             | Granduca Mirko Petrović-Njegoš | Stanko Petrović-Njegoš |                      |  |  |       |  |  |                    |  |  |                 |  |
|                                             | Granduca Mirko Petrović-Njegoš | Stanko Petrović-Njegoš |                      |  |  |       |  |  |                    |  |  |                 |  |
|                                             | Granduca Mirko Petrović-Njegoš | Krstinja Vrbitsa       |                      |  |  |       |  |  |                    |  |  |                 |  |
| Nicola I del Montenegro                     | Granduca Mirko Petrović-Njegoš |                        |                      |  |  |       |  |  |                    |  |  |                 |  |
|                                             |                                | Anastasija Martinović  | Drago Martinović     |  |  |       |  |  |                    |  |  |                 |  |
|                                             |                                | Anastasija Martinović  | Drago Martinović     |  |  |       |  |  |                    |  |  |                 |  |
|                                             |                                | Anastasija Martinović  | Anastasija Ludović   |  |  |       |  |  |                    |  |  |                 |  |
| Zorka del Montenegro                        |                                | Anastasija Martinović  |                      |  |  |       |  |  |                    |  |  |                 |  |
|                                             |                                | Petar Vukotić          | Peter Perkov Vukotić |  |  |       |  |  |                    |  |  |                 |  |
|                                             |                                | Petar Vukotić          | Peter Perkov Vukotić |  |  |       |  |  |                    |  |  |                 |  |
|                                             |                                | Petar Vukotić          | Anastasija Milić     |  |  |       |  |  |                    |  |  |                 |  |
| Milena Vukotić                              |                                | Petar Vukotić          |                      |  |  |       |  |  |                    |  |  |                 |  |
|                                             |                                | Jelena Vervodić        | Tadija Vervodić      |  |  |       |  |  |                    |  |  |                 |  |
|                                             |                                | Jelena Vervodić        | Tadija Vervodić      |  |  |       |  |  |                    |  |  |                 |  |
|                                             |                                | Jelena Vervodić        | Milica Pavičević     |  |  |       |  |  |                    |  |  |                 |  |
|                                             |                                | Jelena Vervodić        |                      |  |  |       |  |  |                    |  |  |                 |  |